# Frew McMillan
Frew Donald McMillan (* 20. května 1942 Bristol) je bývalý jihoafrický tenista. Byl specialistou na čtyřhru a v roce 1977 se stal deblovou světovou jedničkou v žebříčku ATP. V mužské čtyřhře třikrát triumfoval ve Wimbledonu (1967, 1972, 1978), jednou na Roland Garros (1972), jednou na US Open (1977) a jednou na Turnaji mistrů (1977). Všech těchto úspěchů dosáhl ve dvojici s krajanem Bobem Hewittem. Dařilo se mu i ve čtyřhře smíšené, kde si připsal dvě wimbledonská vítězství (1978, 1981), dvě na US Open (1977, 1978) a jedno na French Open (1966). Jeho partnerkou byla Nizozemka Betty Stöveová, výjimkou byl jen pařížský grandslam, který mu pomohla vyhrát Jihoafričanka Annette Van Zylová. Ve dvouhře bylo jeho grandslamovým maximem čtvrtfinále na US Open v roce 1972 a 39. místo na světovém žebříčku. V roce 1976 vyhrál Nürnberger Versicherungscup, roku 1974 Munich WCT. S americkou reprezentací vyhrál v roce 1974 Davisův pohár, jeho bilance v této soutěži byla 25 vítězství a 5 proher. Na turnajích vydělal 600 tisíc dolarů. Roku 1992 byl uveden do Mezinárodní tenisové síně slávy.